# 6337 Shiota
6337 Shiota este un asteroid din centura principală de asteroizi.

## Descriere
6337 Shiota este un asteroid din centura principală de asteroizi. A fost descoperit pe 26 octombrie 1992 la Kitami de Kin Endate și Kazuro Watanabe. El prezintă o orbită caracterizată de o semiaxă mare de 3,09 ua, o excentricitate de 0,14 și o înclinație de 3,9° în raport cu ecliptica.